# Will Power

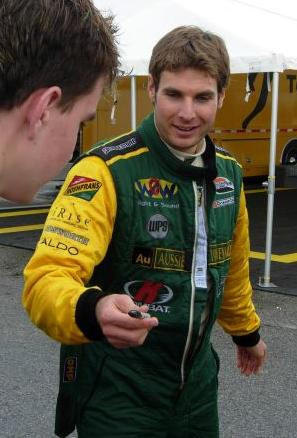
Will Power quando era piloto da Champ Car em 2007

William Steven Power, conhecido como Will Power (Toowoomba, 1 de março de 1981) é um piloto australiano de corridas automobilísticas.

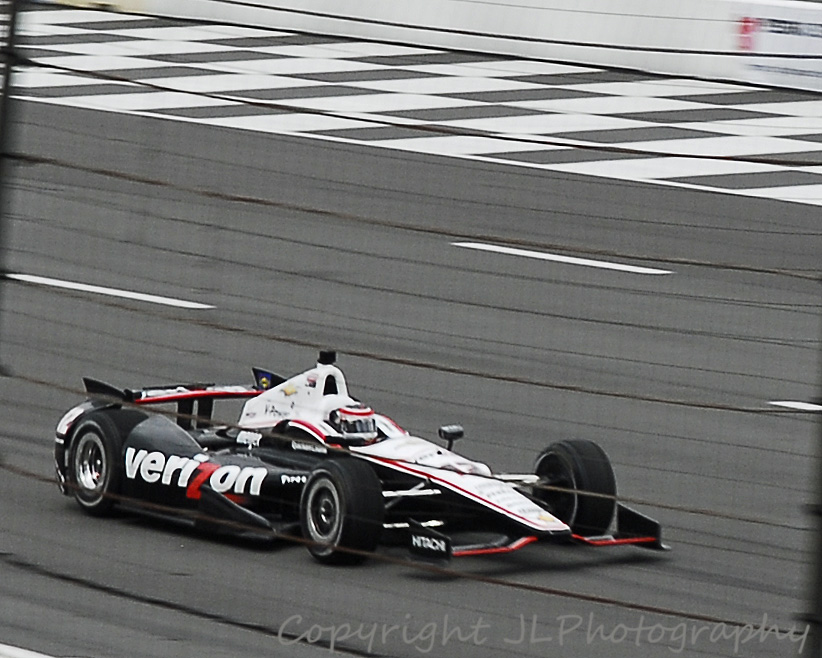
Carro de Will Power na IndyCar em 2013.

Power disputou de 2005 a 2007 a Champ Car pela equipe Team Australia. Em 2008, Power disputou a IRL pela equipe KV e ele venceria em Long Beach, a última prova pela Champ Car, que se unificou com a IRL naquela temporada. No início de 2009 ele substituiu Helio Castroneves, piloto da Penske, no GP de São Petersburgo e se tornou um dos pilotos titulares nela. Ficou mais conhecido para os torcedores brasileiros por vencer as três primeiras edições da São Paulo Indy 300: (2010, 2011 e 2012) com a Penske. Em 2010, 2011 e 2012, o piloto australiano foi vice-campeão.
Na decisão do campeonato na última prova em Fontana da temporada de 2014, por ter ultrapassado a linha branca na entrada dos boxes do seu último pit stop, Helio Castroneves teve que fazer um drive through, despencando na 14ª posição e praticamente "entregando" a taça para Will Power, que apenas se concentrou em terminar a corrida em 9º lugar, sendo campeão pela primeira vez na categoria.. Em 2018 venceu as 500 milhas de Indianápolis, largando da terceira colocação. Em 2022,tornou-se bicampeão da Indy.

## IndyCar Series
| 2015 | Penske    | Dallara DW12 | Chevrolet    | F | STP 2  | NOL 7 | LBH 20   | ALA 4  | IMS 1   | INDY 2 | DET1 4  | DET2 18 | TXS 13  | TOR 4   | FON 19 | MIL 22  | IOW 10  | MDO 14  | POC 4  | SNM 7  |         |        |       | 493 | 3º  |
| 2014 | Penske    | Dallara DW12 | Chevrolet    | F | STP 1  | LBH 2 | ALA 5    | IMS 8  | INDY 8  | DET1   | DET2    | TXS 2   | HOU1 14 | HOU2 11 | POC 10 | IOW 14  | TOR1 9  | TOR2 3  | MDO 6  | MIL 1  | SNM 10  | FON 9  |       | 671 | 1º  |
| 2013 | Penske    | Dallara DW12 | Chevrolet    | F | STP 16 | ALA 5 | LBH 16   | SAO 24 | INDY 19 | DET1 8 | DET2 20 | TXS 7   | MIL 3   | IOW 17  | POC 4  | TOR1 15 | TOR2 18 | MDO 4   | SNM 1  | BAL 18 | HOU1 12 | HOU2 1 | FON 1 | 498 | 4º  |
| 2012 | Penske    | Dallara DW12 | Chevrolet    | F | STP 7  | ALA 1 | LBH 1    | SAO 1  | INDY 28 | DET 4  | TXS 8   | MIL 12  | IOW 24  | TOR 15  | EDM 3  | MDO 2   | SNM 2   | BAL 6   | FON 24 |        |         |        |       | 465 | 2º  |
| 2011 | Penske    | Dallara      | Honda        | F | STP 2  | ALA 1 | LBH 10   | SAO 1  | INDY 14 | TXS1 3 | TXS2 1  | MIL 4   | IOW 21  | TOR 24  | EDM 1  | MDO 14  | NHM 5   | SNM 1   | BAL 1  | MOT 2  | KTY 19  | LVS C2 |       | 555 | 2º  |
| 2010 | Penske    | Dallara      | Honda        | F | SAO 1  | STP 1 | ALA 4    | LBH 3  | KAN 12  | INDY 8 | TXS 14  | IOW 5   | WGL 1   | TOR 1   | EDM 2  | MDO 2   | SNM 1   | CHI 16  | KTY 8  | MOT 3  | HMS 25  |        |       | 597 | 2º  |
| 2009 | Penske    | Dallara      | Honda        | F | STP 6  | LBH 2 | KAN      | INDY 5 | MIL     | TXS    | IOW     | RIR     | WGL     | TOR 3   | EDM 1  | KTY 9   | MDO     | SNM DNS | CHI    | MOT    | HMS     |        |       | 215 | 19º |
| 2008 | KV Racing | Dallara      | Honda        | F | HMS 25 | STP 8 | MOT3 DNP | KAN 27 | INDY 13 | MIL 14 | TXS 13  | IOW 9   | RIR 25  | WGL 15  | NSH 11 | MDO 4   | EDM 22  | KTY 26  | SNM 25 | DET 8  | CHI 5   | SRF 22 |       | 331 | 12º |
| 2008 | KV Racing | Panoz DP01   | Cosworth XFE | B |        |       | LBH34 1  |        |         |        |         |         |         |         |        |         |         |         |        |        |         |        |       | 331 | 12º |

↑2  Prova cancelada 

↑3  Prova realizada no mesmo dia 

↑4  Última prova na Champ Car e unificação com a IRL

## 500 Milhas de Indianápolis[6]
| 2018 | 1  | Penske    | Dallara | Chevrolet | F |
| 2017 | 23 | Penske    | Dallara | Chevrolet | F |
| 2016 | 2  | Penske    | Dallara | Chevrolet | F |
| 2015 | 2  | Penske    | Dallara | Chevrolet | F |
| 2014 | 8  | Penske    | Dallara | Chevrolet | F |
| 2013 | 19 | Penske    | Dallara | Chevrolet | F |
| 2012 | 28 | Penske    | Dallara | Chevrolet | F |
| 2011 | 14 | Penske    | Dallara | Honda     | F |
| 2010 | 8  | Penske    | Dallara | Honda     | F |
| 2009 | 5  | Penske    | Dallara | Honda     | F |
| 2008 | 13 | KV Racing | Dallara | Honda     | F |

## Champ Car
| 2007 | Walker | Lola B02/00  | Ford XFE   | B | LVS 1 | LBH 3 | HOU 11 | POR 4  | CLE 10 | MTT 3 | TOR 1 | EDM Ret | SJO 4 | ROA Ret | ZOL 4 | ASN 14 | SRF Ret | MEX 2 | 262 | 4º  |
| 2006 | Walker | Lola B02/00  | Ford XFE   | B | LBH 9 | HOU 7 | MTY 11 | MIL 11 | POR 18 | CLE 9 | TOR 7 | EDM 6   | SJO 6 | DEN 4   | MTL 5 | ROA 13 | SRF 12  | MEX 3 | 213 | 6º  |
| 2005 | Walker | Cosworth XFE | Panoz DP01 | B |       |       |        |        |        |       |       |         |       |         |       | SRF 15 | MEX 10  |       | 17  | 22º |